# Telewizja Polska
A Telewizja Polska (magyarul: Lengyel Televízió, hivatalos rövidítése: TVP) az egyetlen közszolgálati televíziós műsorszolgáltató a Lengyel Köztársaság területén.

## Története

### Kezdetek
A televízió első munkája Lengyelországban 1935-ben kezdődött, a munkában többek között a Nemzeti Hírközlés és a Lengyel Rádió is részt vett. 1937-ben az állomás által elindított munkát a második világháború szakította félbe. A munkálatok 1947-ben folytatódtak.
1952. október 25-én indult a varsói 1-első csatorna a mai TVP1 (zenei és balett előadásokat, közvetített tartós 30 percig). Körülbelül három hónappal később kezdte meg a rendszeres adások szórását hetente egyszer, 1955 óta heti három napon. 1957. december 3-án elindult Lengyelország első regionális csatornája a Telewizja Katowice a mai TVP3 Katowice. Azután más regionális állomások egészítették ki. (Ma jelenleg 16 van Lengyelországban.)

### 1970-től
1970. október 2-án elindult a televízió második csatornája a TVP2. Az első színes közvetítésre 1971. március 16-án került sor SECAM-rendszerben. 1989-ben elindult a teletext szolgáltatása emellett a televízió híradója a Dziennik Telewizyjny a továbbiakban Wiadomości néven működött tovább. A névváltás azért történt, mert a Dzienik Telewizyjny a kommunista propaganda szócsöve volt. 1990-es években megjelentek a regionális programok TVP3 néven. 1992-ben Telewizja Polska elindította első nemzetközi csatornáját TV Polonia néven emellett részvénytársasággá vált a televízió. 1993-ban a TVP az Európai Műsorsugárzók Uniójának tagja lett. 1995-ben a TVP áttért a PAL-rendszerű színes sugárzásra.  Napjainkban több műholdon keresztül szabadon fogható. 2005. április 24-én megalakult Lengyelország kulturális csatornája TVP Kultura néven. 2007-től TVP szintén egy új programot indított TVP Info néven.
2013-tól a TVP megszüntette az analóg, földi sugárzást.

## Struktúra
A Lengyel Televízió szervezeti felépítése sok változáson ment át az évek során. 1958. július 1-jén megalakult a Televíziós Műsorcsoport a Lengyel Rádión belül. Első vezetője Jerzy Pański lett. Két évvel később megalakult a Lengyel Rádió és Televízió Bizottság, Ettől kezdve a Lengyel Rádió és a TVP egyenlő státuszú volt. Jerzy Pański fokozatosan alakította ki a struktúrát, amely abban az időben a következő volt:
Kinevezte a televízió alelnökét és megalapította a Rádió és a Televízió bizottságát.
- Szintén őneki köszönheti Lengyelország az alábbi programokat: A TVP modern székháza (oldalnézet)
  - Program I
  - Program II

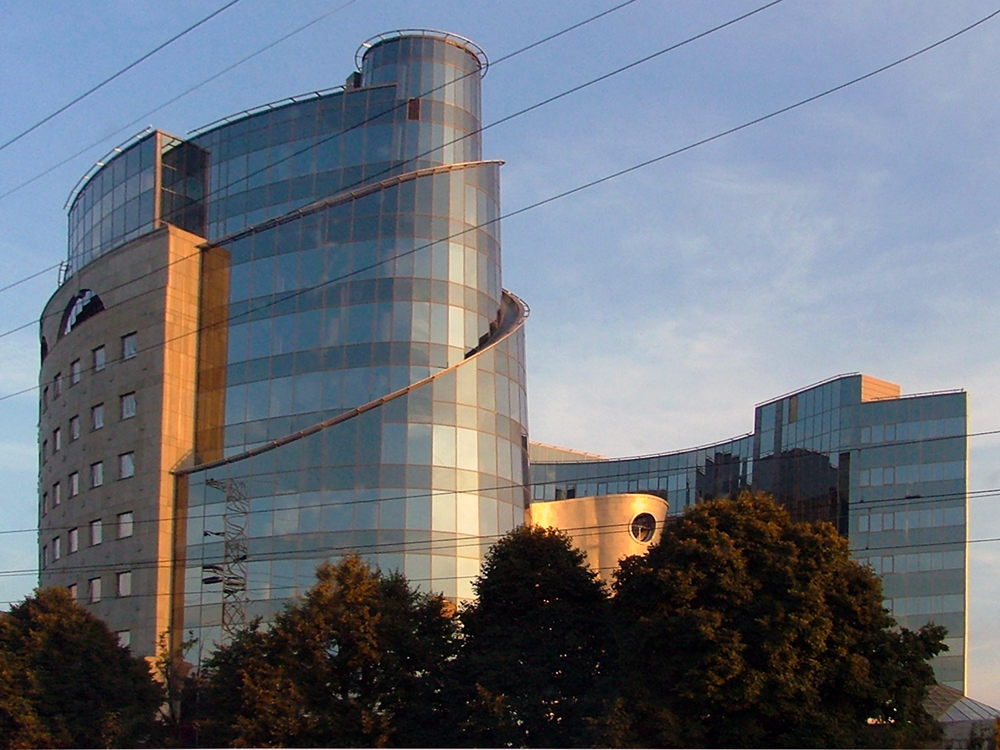
A TVP modern székháza (oldalnézet)

  - Program III Regionális (Varsó: Varsói Televíziós Központ.)

Akkoriban a programok igazgatója és főszerkesztője Włodzimierz Grzelak volt.
A televízió a programokon belül az alábbi műsorokat közvetíti:
- Gyermek és ifjúsági műsorokat
- Kulturális műsorokat
- Oktatási műsorokat
- Szórakoztató műsorokat:
- Film
- Zene
- Sport
- Saját gyártású műsorokat

A médiarészleg főszerkesztője Mariusz Walter. A műsorkészítés csapatmunka részét képezi. Telewizja Polska osztályai: Kulturális osztály, igazgatója Janusz Rolicki. Politikai ügyek osztálya, igazgatója Stanisław Cześnin. Televízió együtt dolgozik újságírás osztályaival, így mindig naprakész információt közvetít az emberek számára.

## Televíziócsatornák

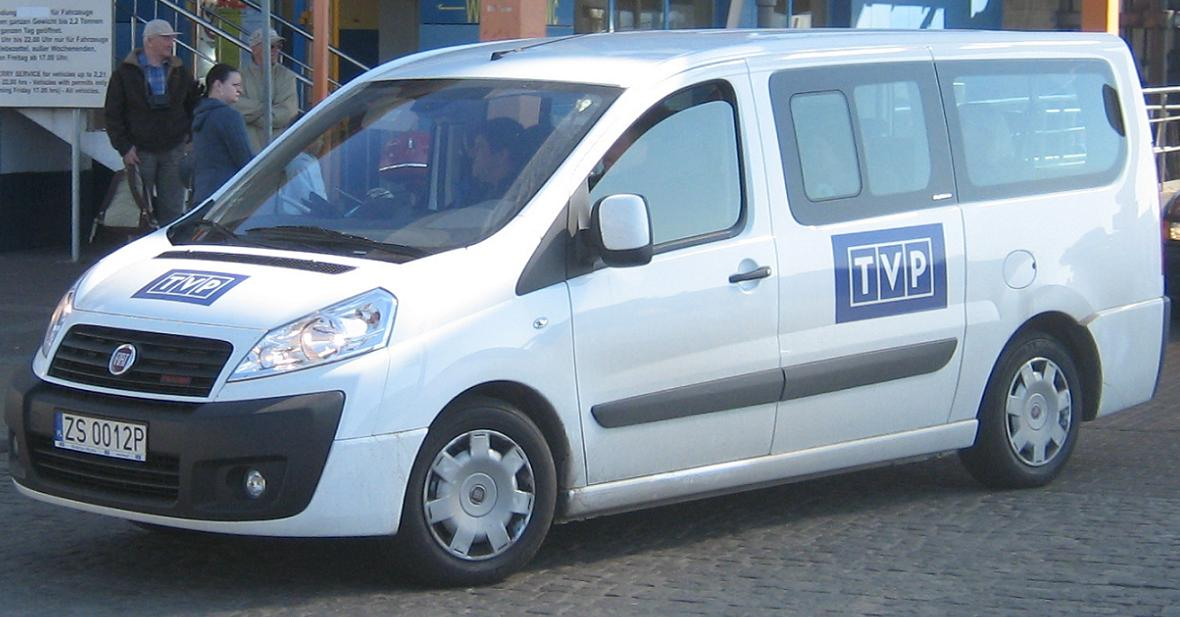
Fiat Scudo, a lengyel televízió autója

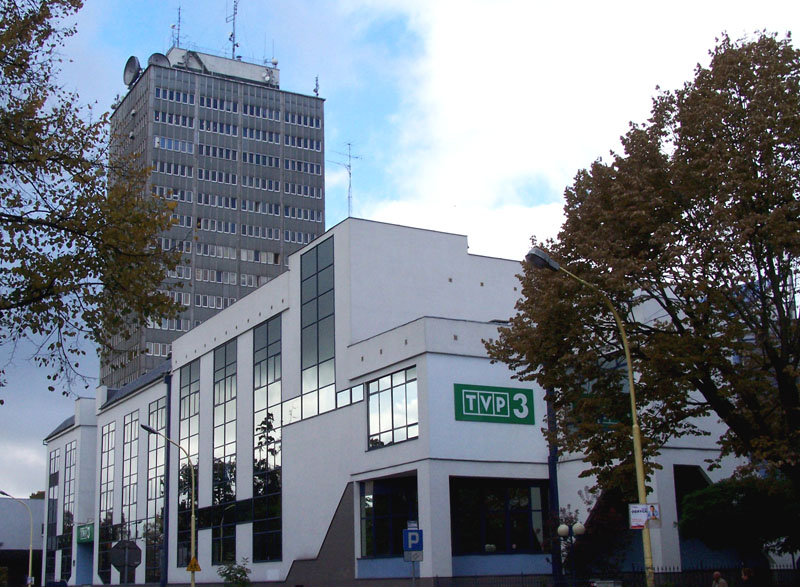
A TVP Szczecin épülete

| Logo   | Név             | Tematika                                         | Indulás                                                                     |
| ------ | --------------- | ------------------------------------------------ | --------------------------------------------------------------------------- |
| logója | TVP1            | Nemzeti főadó, általános–szórakoztató műsorok    | 1952. október 25.                                                           |
| logója | TVP2            | Nemzeti főadó, általános–szórakoztató műsorok    | 1970. október 2.                                                            |
|        | TVP3            | Regionális                                       | 2002. március 3. 2007. október 6. (megszűnés) 2016. január 2. (újraindulás) |
| logója | TVP Polonia     | Nemzetközi                                       | 1992. október 24.                                                           |
| logója | TVP Polonia HD  |                                                  |                                                                             |
| logója | TVP Dokument    |                                                  |                                                                             |
| logója | TVP Dokument HD |                                                  |                                                                             |
| logója | TVP Nauka       |                                                  |                                                                             |
| logója | TVP Nauka HD    |                                                  |                                                                             |
| logója | TVP Kobieta     |                                                  |                                                                             |
| logója | TVP KOBIETA HD  |                                                  |                                                                             |
|        | TVP Kultura     | Kulturális                                       | 2005. április 24.                                                           |
|        | TVP KULTURA HD  |                                                  |                                                                             |
| logója | TVP Kultura 2   |                                                  |                                                                             |
| logója | TVP Historia    | Történelmi                                       | 2007. május 3.                                                              |
|        | TVP Historia 2  |                                                  |                                                                             |
|        | TVP Sport       | Sport                                            | 2006. november 18.                                                          |
|        | TVP Sport HD    |                                                  |                                                                             |
| logója | TVP Info        | Hírek                                            | 2007. október 6.                                                            |
|        | TVP Info HD     |                                                  |                                                                             |
| logója | TVP Seriale     | Sorozatok                                        | 2010. december 6.                                                           |
|        | TVP Rozrywka    | Szórakozás                                       | 2013. április 15.                                                           |
|        | TVP Rozrywka HD |                                                  |                                                                             |
|        | TVP ABC         | Gyerekek                                         | 2014. február 15.                                                           |
|        | TVP ABC HD      |                                                  |                                                                             |
|        | TVP ABC 2       |                                                  |                                                                             |
|        | Alfa TVP        |                                                  |                                                                             |
|        | Alfa TVP HD     |                                                  |                                                                             |
| logója | TVP Parlament   | Parlamenti közvetítés                            | 2011. június 16.                                                            |
|        | TVP World       |                                                  |                                                                             |
|        | TVP WORLD HD    |                                                  |                                                                             |
|        | TVP Wilno       |                                                  |                                                                             |
|        | Jasna Góra TV   |                                                  |                                                                             |
|        | Белсат TV       | Belsat TV                                        | 2007. december 10.                                                          |
|        | Белсат TV HD    |                                                  |                                                                             |
| logója | TVP1 HD         | Nemzeti főadó, általános–szórakoztató műsorok HD | 2012. június 1.                                                             |
| logója | TVP2 HD         | Nemzeti főadó, általános–szórakoztató műsorok HD | 2012. június 1.                                                             |
| logója | TVP HD          | Vegyes HD                                        | 2008. augusztus 6.                                                          |

### Regionális televíziócsatornák
| - TVP3 Białystok - TVP3 Bydgoszcz - TVP3 Gdańsk - TVP3 Gorzów Wielkopolski | - TVP3 Katowice - TVP3 Kielce - TVP3 Kraków - TVP3 Lublin | - TVP3 Łódź - TVP3 Olsztyn - TVP3 Opole - TVP3 Poznań | - TVP3 Rzeszów - TVP3 Szczecin - TVP3 Warszawa - TVP3 Wrocław |

## TVP kalendárium
- 1939. október 25. Koncepciós per a televíziónál Varsóban.
- 1952. október 25. A Lengyel Televízió indulása.
- 1958. november 9. TV Kurier Varsó első kiadása.
- 1970. október 2. Megalakul a Telewizja Polska második csatornája.
- 1985. január 12. Létrejön a Telewizja Polska Lublini regionális központja.
- 1989. november 18. A televíziós híradások átalakulása.
- 1990. Létrejön a Telewizja Polska Rzeszowi regionális központja.
- 1992. március 24. TP-ről TVP-re változik a televízió logója, forradalmi szempontból új technika.
- 1992. október 24. Megalakul a TV Polonia nevü nemzetközi csatorna, a külföldön élő lengyelek számára.
- 1994. Létrejön a Telewizja Polska Bydgoszczi regionális központja.
- 1996. Létrejön a Telewizja Polska Bialystoki regionális központja.
- 1997. március 30. A TVP létrehozott egy zenei csatornát Tylko Muzyka néven, ami 1998. február 15-én megszűnt.
- 2002. A lengyel televízió 50 éves évfordulóját ünnepli.
- 2003. március 7. Telewizja Polska megváltoztassa a márkák identitását, beleértve összes televíziócsatornájának logóját.
- 2005. január 1. Létrejön a Telewizja Polska Gorzówi, Kielcei, Olsztyni és Opolei regionális központjai.
- 2005. január 9. TVP hivatalos weboldalának megalakulása.
- 2005. április 24. Megalakul a TVP első tematikus csatornája TVP Kultura néven.
- 2006. november 18. Megalakul a TVP első sport csatornája TVP Sport néven.
- 2007. május 3. Újabb tematikus csatorna jön létre TVP Historia néven.
- 2007. október 6. Megalakul a TVP információs csatornája TVP Info néven.
- 2007. október 25. A lengyel televízió 55 éves évfordulóját ünnepli.
- 2008. augusztus 6. TVP nagyképfelbontású HD minőségben sugároz TVP HD néven.
- 2008. november 9. 50. születésnapját ünnepelte a Kurier Televízió Varsóban.

## TVP logótörténet
|  | 1952. október 25.–1956               |
|  | 1956-1963                            |
|  | 1963-1976                            |
|  | 1976-1992                            |
|  | 1992. március 24.–2003. március 6-ig |
|  | 2003. március 7.- tól                |

## Fordítás
- Ez a szócikk részben vagy egészben  a   Telewizja Polska című lengyel Wikipédia-szócikk fordításán alapul.  Az eredeti cikk szerkesztőit annak laptörténete sorolja fel. Ez a jelzés csupán a megfogalmazás eredetét és a szerzői jogokat jelzi, nem szolgál a cikkben szereplő információk forrásmegjelöléseként.

## Külső hivatkozások
- A Telewizja Polska hivatalos honlapja